# ソーレ (シェラン地域)
座標: 北緯55度26分 東経11度34分 / 北緯55.433度 東経11.567度
ソーレ（Sorø [ˈsoːˌʁœˀ]）は、デンマーク東部の都市。シェラン島西部にあり、2022年の人口は7,999人。シェラン地域の行政府所在地であり、ソーレ基礎自治体に属する。2006年まではヴェストシェラン県の行政府所在地でもあった。
町は1161年にアブサロン大司教によって開かれた。ここは、1141年に開設されたソーレ学校（Sorø Akademi）が置かれていた場所でもあった。